# Gerdas Schweigen
Gerdas Schweigen ist ein Kino-Dokumentarfilm von Britta Wauer aus dem Jahr 2008 nach dem gleichnamigen Buch von Knut Elstermann. Darin erzählt die Regisseurin die Geschichte von Elstermanns jüdischer Nenntante Gerda, die seit 1948 in Amerika lebt. Deutscher Kinostart war am 6. November 2008.

## Inhalt
Gerda Schrage (* 5. März 1920 in Berlin; † 8. März 2010 in New York), Tochter jüdischer Eltern aus Polen, war für die Elstermanns Teil der Familie. Knut Elstermanns Urgroßeltern und die Eltern von Gerda Schrage waren Nachbarn. 1939 wurden Gerdas Eltern abgeholt. Sie selbst wurde verpflichtet, Pelze für die Wehrmacht zu nähen, entkam im Februar 1943 ihrer Deportation und schaffte es, in Berlin bei Hilde Prager, der Großtante Knut Elstermanns, unterzutauchen, bis sie im April 1944 aufgespürt und nach Auschwitz verschleppt wurde. Dort bekam sie eine Tochter, das Ergebnis einer Affäre mit einem ungarischen Pelzhändler, die sie jedoch innerhalb weniger Tage durch die unmenschlichen Versuche des KZ-Arztes Josef Mengele wieder verlor. Im Januar 1945 konnte Gerda mit Hilfe eines deutschen Deserteurs fliehen. 1948 erfuhr sie durch eine Zeitungsannonce, dass ihre Schwester Toni – ihre einzige überlebende Verwandte – in Chicago lebte. Im selben Jahr emigrierte sie in die Vereinigten Staaten.

## Hintergrund
Knut Elstermann fragte als Junge im Jahr 1967 die in Amerika lebende und gerade zu Besuch in Ost-Berlin weilende jüdische Tante Gerda danach, wo denn ihr Kind sei. Das entsetzte Schweigen der anwesenden Erwachsenen beschämte Knut, der Sonntagnachmittag blieb unvergessen in seinem Gedächtnis haften. 30 Jahre danach stellte Knut Elstermann Gerda dieselbe Frage, diesmal in New York. Und Gerda brach ihr Schweigen. Die Geschichte der Gerda Schrage veröffentlichte Knut Elstermann 2006 als Buch.

## Kritiken
Der Film geht „unter die Haut, weil sie [Britta Wauer] diesen schwierigen Prozess zwischen ‚Tante‘ und ‚Neffen‘ in ihren Bildern einfängt. Weil sie sichtbar macht, dass das, was Gerda (nicht) erzählen möchte, in ihrem Kopf höchstens als fragmentarisches Puzzle vorliegt, das darauf wartet, zusammengefügt zu werden. Und weil sie sinnlich erlebbar macht, wie überlebenswichtig das Verdrängen und wie schmerzhaft das Erinnern sein kann.“

## Auszeichnungen
Auf dem 19. Kinofest in Lünen 2008 wurde Karim Sebastian Elias für seine Orchesterkomposition zu Gerdas Schweigen der Preis für die beste Filmmusik verliehen.